# Microsporidia (classification phylogénétique)
Pour l'article général, voir Microsporidia.
Cette page a pour objet de présenter un arbre phylogénétique des Microsporidia (Microsporidies), c'est-à-dire un cladogramme mettant en lumière les relations de parenté existant entre leurs différents groupes (ou taxa), telles que les dernières analyses reconnues les proposent. Ce n'est qu'une possibilité, et les principaux débats qui subsistent au sein de la communauté scientifique sont brièvement présentés ci-dessous, avant la bibliographie.

## Arbre phylogénétique
Le cladogramme présenté ici ne possède qu'une valeur indicative. Il n'est pas forcément consensuel, et on peut toujours se référer à la bibliographie au bas de l'article.
Le symbole ▲ renvoie à la partie immédiatement supérieure de l'arbre phylogénétique du vivant. Le signe ► renvoie à la classification phylogénétique du groupe considéré. Tout nœud de l'arbre portant plus de deux branches montre une indétermination de la phylogénie interne du groupe considéré.
Les habitudes typographiques des botanistes et des zoologistes sont différentes. Ici, par commodité de lecture, et certains groupes actuels relevant des deux domaines traditionnels, les noms de taxons supérieurs au genre sont tous écrits en caractères droits, les noms de genres ou d'espèces en italiques.
À la suite d'un taxon, sa période d'apparition, quand elle est connue, peut être indiquée suivant la légende suivante :
(Plé) : Pléistocène ; (Pli) : Pliocène ; (Mio) : Miocène ; (Oli) : Oligocène ; (Éoc) : Éocène ; (Pal) : Paléocène ; (Cré) : Crétacé ; (Jur) : Jurassique ; (Tri) : Trias ; (Per) : Permien ; (Car) : Carbonifère ; (Dév) : Dévonien ; (Sil) : Silurien ; (Ord) : Ordovicien ; (Camb) : Cambrien ; (Edi) : Édiacarien. Pour plus de précision si possible, (-) : inférieur ; (~) : moyen ; (+) : supérieur.

```
▲

└─o 
Microsporidia

  ├─o 
Haplophasea

  │ ├─o 
Chytridiopsida

  │ └─o 
Glugeida

  └─o 
Dihaplophasea

    ├─o 
Meiodihaplophasida

    └─o 
Dissociodihaplophasida
```

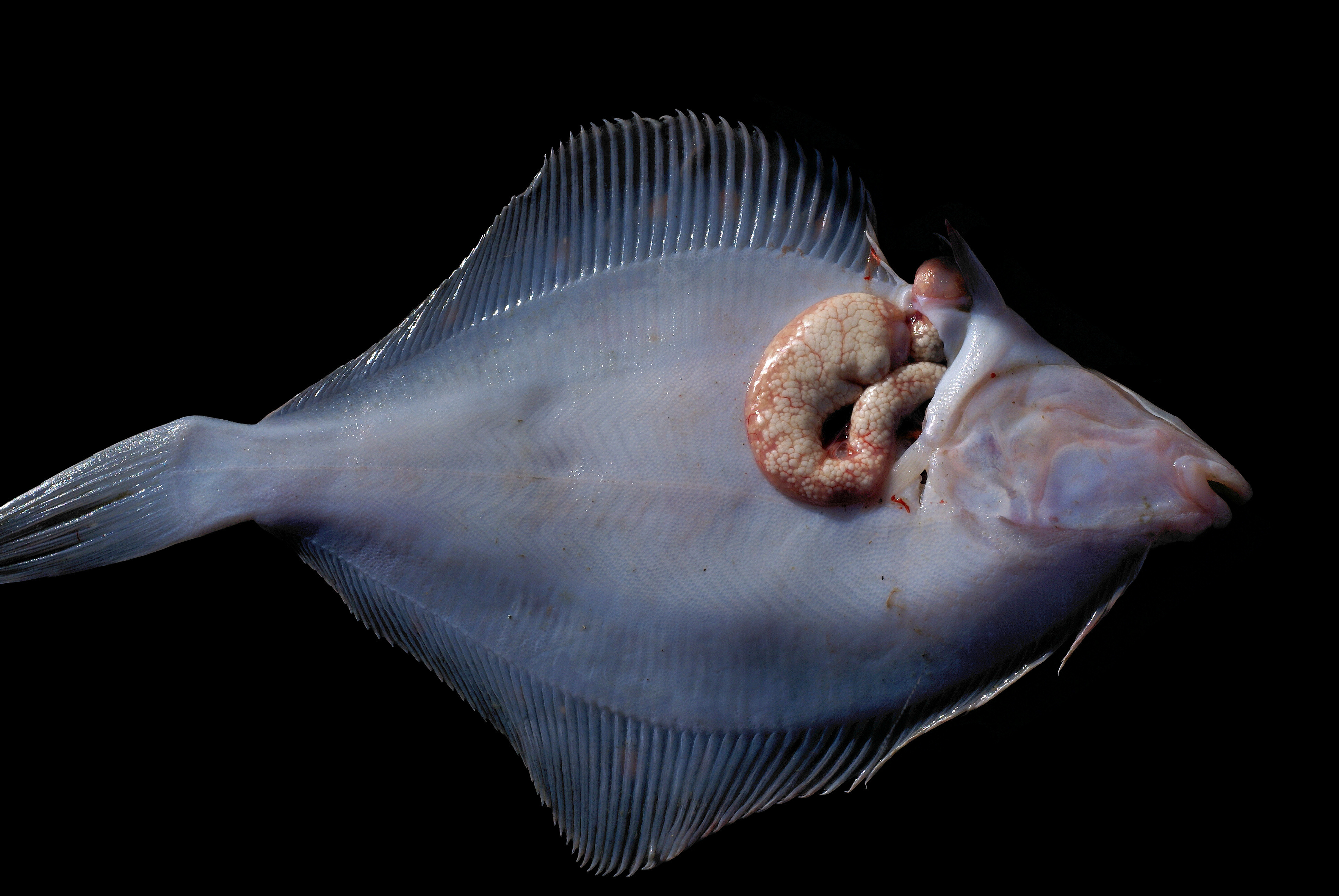
Glugea stephani (Haplophasea)
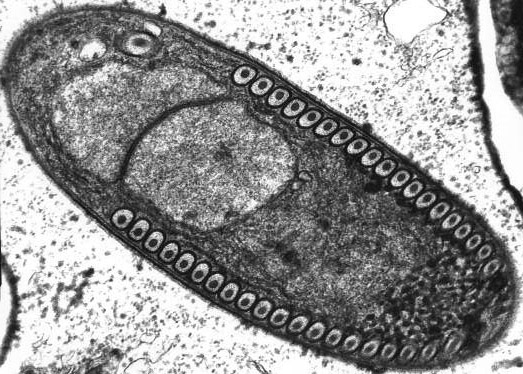
Fibrillanosema spore

## Débat scientifique relatif à la phylogénie desMicrosporidia
Les années 2000 ont démontré l'origine zygomycète des Microsporidies. Mais tant que leur place exacte dans l'arbre n'est pas déterminée, certains auteurs préfèrent continuer à en faire le groupe-frère de tous les autres champignons regroupés sous le terme d'Eumycètes.
La phylogénie interne du groupe n'est pas élucidée. Les analyses moléculaires montrent que les regroupements sur base morphologique ne sont pas monophylétiques, y compris au niveau des genres.

## En savoir plus

### Sources bibliographiques de référence
- Erin E. Gill et Naomi M. Fast (2006) « Assessing the microsporidia-fungi relationship: Combined phylogenetic analysis of eight genes », Gene 375, pp. 103–109
- Charles R. Vossbrinck et Bettina A. Debrunner-Vossbrinck (2005) « Molecular phylogeny of the Microsporidia: ecological, ultrastructural and taxonomic considerations », Folia Parasitologica 52, pp. 131–142
- Patrick J. Keeling (2003) « Congruent evidence from α-tubulin and β-tubulin gene phylogenies for a zygomycete origin of microsporidia », Fungal Genetics and Biology 38, pp. 298–309
- Patrick J. Keeling, Melissa A. Luker, and Jeffrey D. Palmer (2000) « Evidence from Beta-Tubulin Phylogeny that Microsporidia Evolved from Within the Fungi », Mol. Biol. Evol. 17 (1), pp. 23–31